# 1818 w polityce

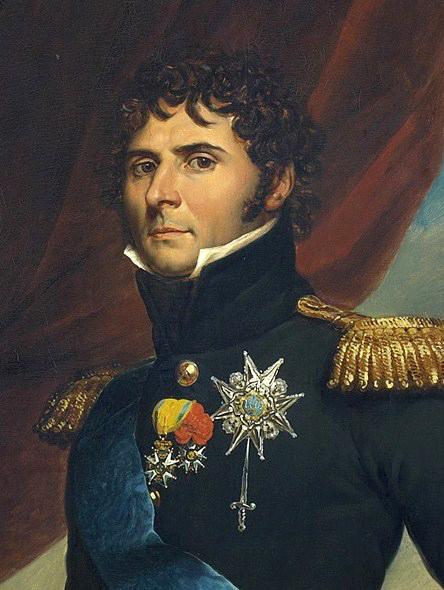
Karol XIV Jan, król Szwecji, założyciel dynastii Bernadotte

Wydarzenia polityczne w 1818 roku.

## Wydarzenia
- Karol XIV Jan został królem Szwecji[1].

## Urodzili się
- 29 kwietnia Aleksander II Romanow, car Rosji (zginął w 1881[2]).
- 21 czerwca Ernest II, władca księstwa Saksonia-Coburg-Gotha[3].

## Zmarli
- 5 lutego Karol XIII, król Szwecji i Norwegii[4].
- 6 czerwca Jan Henryk Dąbrowski, polski generał[5].
- 8 grudnia Karol Ludwik, książę Badenii[6].